# Filipodium ozakai
Filipodium ozakai is een soort in de taxonomische indeling van de Myzozoa, een stam van microscopische parasitaire dieren. Het organisme komt uit het geslacht Filipodium en behoort tot de familie Lecudinidae. Filipodium ozakai werd in 1939 ontdekt door Hukui.